# So war das S.O. 36
Pour plus de détails, voir Fiche technique et Distribution.
So war das S.O. 36 (litt. « C'était le S.O. 36 ») est un film documentaire musical ouest-allemand réalisé par Manfred O. Jelinski et Jörg Buttgereit et sorti en 1984. Le film documente la vie de la salle de spectacle SO36 à Berlin-Kreuzberg entre 1980 et 1984. Outre une trame scénique et des interviews de témoins de l'époque, on peut y voir des extraits de concerts de musiciens, groupes et artistes de l'underground berlinois du début des années 80, comme Beton Combo, Einstürzende Neubauten, Die tödliche Doris, Der wahre Heino et Malaria!.
Le film a été projeté pour la première fois le 6 octobre 1984 au Front-Kino de Berlin. Il a ensuite été présenté en avant-première à la Berlinale 1985, dans le cadre de la section du programme intitulée Forum international du jeune cinéma. En 1996, So war das S.O. 36 est sorti en tant que vidéo à acheter sur VHS.

## Synopsis
Entre une trame humoristique en noir et blanc, composée en partie d'anciens films, sont intercalées des interviews de témoins de l'époque, comme les gérants d'origine turque du SO36 à l'époque, des visiteurs et des musiciens comme Piers Headley ou le journaliste radio Peter Radszuhn, ainsi que des enregistrements de concerts. Les entretiens relatent entre autres des anecdotes, des impressions et des expériences de concert du SO36. Les déclarations des témoins de l'époque sont de temps en temps commentées de manière ironique ou amusante par des insertions de texte.
Parallèlement, de nombreuses prestations en public d'artistes, de groupes et de musiciens du milieu berlinois de l'avant-garde, du post-punk et du punk, ainsi que de l'environnement des Genialer Dilletanten, qui faisaient en partie partie partie à l'époque des précurseurs de la populaire Neue Deutsche Welle (NDW), sont montrées. Lors des enregistrements en direct, la caméra est toujours au plus près de l'action, directement devant la scène ou au milieu du public qui crie, se bouscule, danse le pogo et lance parfois des canettes de bière.
Certains des groupes et artistes apparaissant dans le film ont aujourd'hui acquis une notoriété nationale et internationale et n'en étaient alors qu'à leurs débuts. On voit ainsi les premiers Einstürzende Neubauten ou le groupe punk Soilent Grün, dont les membres Bela B. et Farin Urlaub ont ensuite fondé Die Ärzte, ou comme Hussi Kutlucan (de) étaient actifs en tant que réalisateur et acteur. Ou encore l'auteur de livres, artiste et musicien Wolfgang Müller avec son groupe Die tödliche Doris et l'auteur, réalisateur et critique de cinéma Jörg Buttgereit (coréalisateur du documentaire) sur scène avec des amis dans une parodie du groupe américain Kiss.

## Fiche technique
- Titre original allemand : So war das S.O. 36[3]
- Réalisation : Jörg Buttgereit, Manfred O. Jelinski
- Scénario : Jörg Buttgereit, Manfred O. Jelinski
- Photographie : Michael Becker, Uwe Bohrer, Detlef Skibbe, Verena Wolff
- Montage : Manfred O. Jelinski
- Musique : Wilfred Josephs
- Production : Marcel Vitesse
- Société de production : J. B. Films (Berlin-Ouest), Cinema Vitesse (Berlin-Ouest)
- Pays de production :  Allemagne de l'Ouest
- Langue originale : allemand
- Format : couleurs et noir et blanc - 1,33:1
- Genre : Film documentaire musical
- Durée : 90 minutes
- Dates de sortie : 
  - Allemagne de l'Ouest : 6 octobre 1984

## Distribution

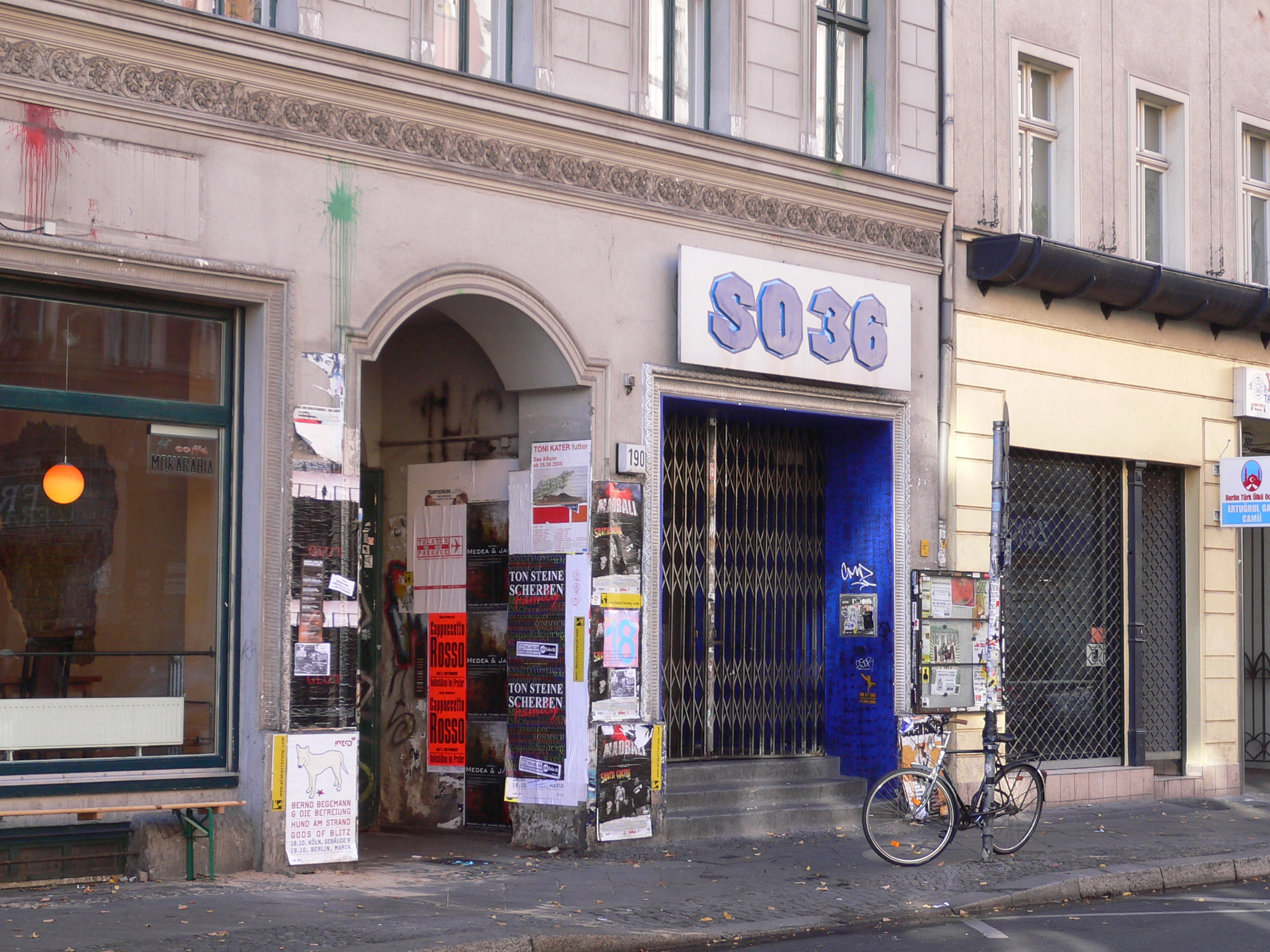
Le SO36 en 2005 à Berlin-Kreuzberg.

- Armin Andersch
- Beton Combo
- Carambolage
- Einstürzende Neubauten
- Die Gelbs
- Soilent Grün
- Der wahre Heino
- Die Ich's
- Lorenz Lorenz
- Onkel Polle
- Rubberbeats
- Kiss
- System
- Tanzmusik
- Hoch Tief
- Die Toten Piloten
- Die tödliche Doris
- Karl Walterbach
- Tv War
- Malaria!
- Adolf Hitler (images d'archives)

## Production
De sa propre initiative, Manfred O. Jelinski a commencé en 1980 à filmer en Super 8 les concerts de punk et de new wave qui se déroulaient au SO36. Quelque temps plus tard, le cinéaste Jörg Buttgereit s'est joint à ce projet à long terme en Super 8. Après la présentation de So war das S.O. 36 au cinéma Front-Kino de Berlin le 6 octobre 1984, Jelinski et Buttgereit ont présenté une première variante du film au forum du jeune cinéma de la Berlinale 1985. En 1996, l'œuvre est sortie sous forme de vidéo VHS d'une durée d'environ 90 minutes.